# Moskałenky (obwód kijowski)
Moskałenky (ukr. Москаленки) – wieś na Ukrainie, w obwodzie kijowskim, w rejonie obuchowskim, w hromadzie Bohusław. W 2001 liczyła 458 mieszkańców, spośród których 443 wskazało jako ojczysty język ukraiński, a 15 rosyjski.